# すき・すき・だいすきっ
『すき♥すき♥だいすきっ』は、中原杏による日本の漫画作品。

## 概要
『ちゃお』（小学館）にて2002年4月号から6月号まで連載された。続編「も〜っと すき♥すき♥だいすきっ」が同誌2002年8月号、「も〜っと も〜っと すき♥すき♥だいすきっ」が『ChuChu』（同）2002年夏号、「ず〜っと すき♥すき♥だいすきっ」が『ちゃおDX』（同）2002年秋の増刊号に掲載された。単行本は全1巻（『ちゃお』連載分）、続編が全1巻。なお、中原にとっては初の連載作でもあった。

## あらすじ
高校1年生の相原つぐみ（もうすぐ16歳）のあこがれの人は、自分のクラスの担任教師の西崎拓人だった。ところが、つぐみの父親がドイツに5年ほど赴任することになった。「家族みんなで行こう」という父親に対し、つぐみはもちろん反対。こうなると、西崎と顔を合わせられなくなる。そこでつぐみが取った手段は、西崎と結婚することだった。

## 登場人物
相原 つぐみ（あいはら つぐみ）
主人公。
高校1年生で担任の西崎拓人のことを愛している。タコ料理が得意。
西崎 拓人（にしざき たくと）
つぐみを受け持つ担任教師で、社会科の担当。1978年7月8日生まれ。
（設定上）熱血感が強く真面目な性格で、大学時代は軟派を多く行っていたが後につぐみと同居する。
遠山 亮太（とおやま りょうた）
続編から登場の人物。
つぐみが魚屋でタコを買っているところを見て一目惚れし、執拗につぐみを追尾している。
佐伯 あづさ（さえき あづさ）
続編から登場の写真部に所属する生徒。
美人だが陰険な性格でつぐみと西崎との付き合いに不信感を抱き、西崎のプライベートな写真をばらまいたり陰険な行動に走っている。

## 余談
- 『ちゃお』連載の第2話での主人公のつぐみの裸エプロンは、『ちゃお』の対象年齢を考えればあまりにも過激な描写であり、多くの読者から顰蹙を買い、抗議を受けた。これには『快感フレーズ』の作者の新條まゆもあきれ果て、単行本がリリースされた際にそのような主旨の文を帯に寄せた。
- 作品中に料理の材料としてやたらタコが出てくる、という特徴があった。

## 書誌情報
- 中原杏『すき♥すき♥だいすきっ』小学館〈ちゃおフラワーコミックス〉、2002年6月26日発売[1]、全1巻、ISBN 4-09-135611-7
  - 読切「スイートCATぱにっく」「オトナになるまで待っててね」「恋する吸血鬼」併録。
- 中原杏『ず〜っと すき♥すき♥だいすきっ』小学館〈ちゃおフラワーコミックス〉、2003年1月25日発売[2]、全1巻、ISBN 4-09-135612-5
  - 読切「スイートレッスン」「恋のレンズの向こうがわ」併録。